# Sterechinus neumayeri
Sterechinus neumayeri (Meissner, 1900), è un riccio di mare antartico della famiglia Echinidae.

## Altri progetti

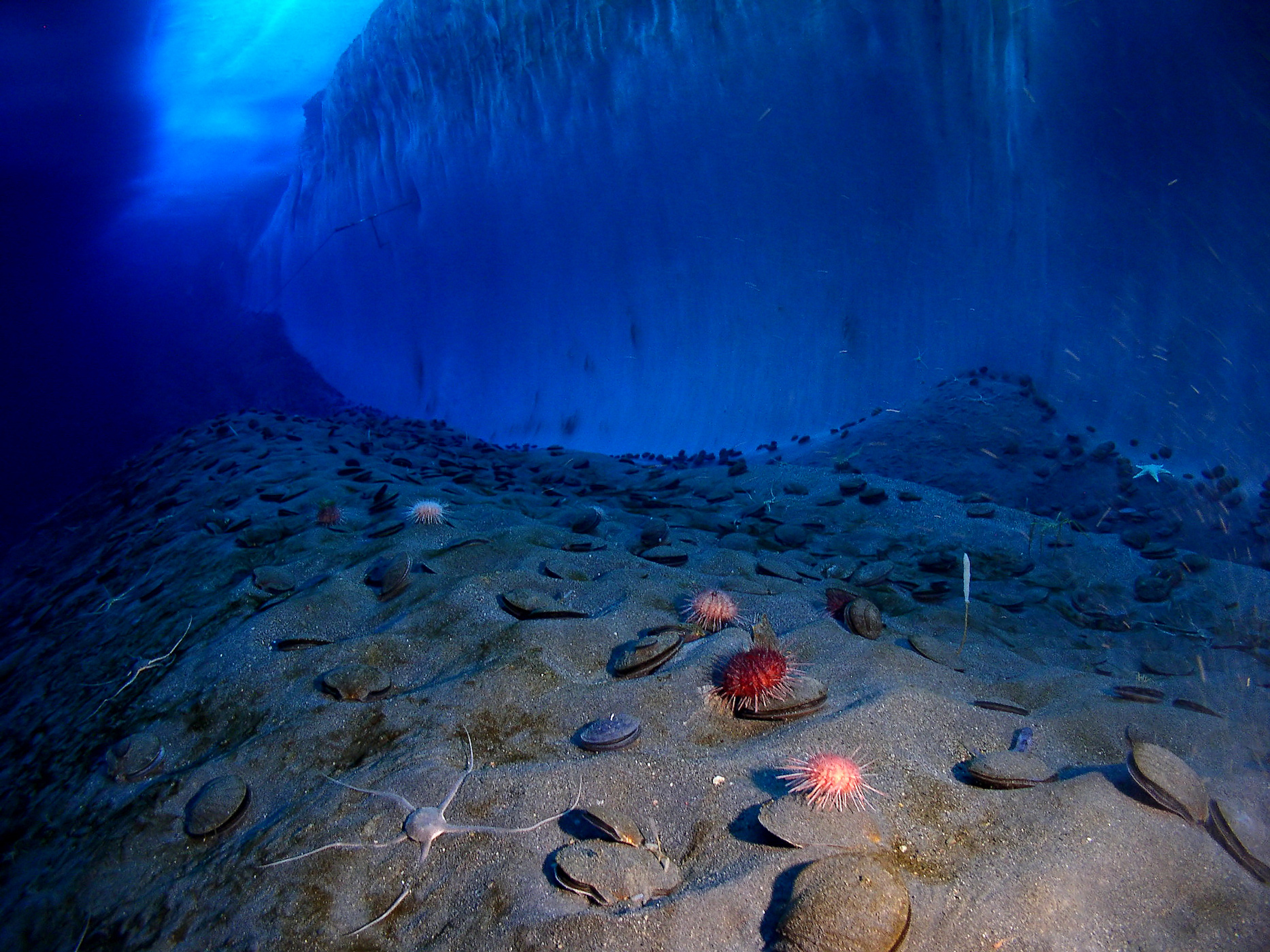
Ricci di mare antartici ed altri invertebrati glaciali davanti ad un muro di ghiaccio.